# Lueckelia
Lueckelia es un género monotípico de orquídeas epifitas. Tiene una especie: Lueckelia breviloba (Summerh.) Jenny, Austral. Orchid Rev. 64(4): 15 (1999), es originaria de Brasil y Perú.

## Descripción
Las plantas son epífitas, de crecimiento cespitoso. Sus pseudobulbos son pequeños, ovoides, algo cónicos, ranurados, levemente comprimidos por los lados, inicialmente cubiertos por vainas, con dos hojas multinervios grandes, herbáceas, pseudopecioladas. La inflorescencia alcanza dos veces la longitud de las hojas, con muchas e interesantes flores espaciadas desde la mitad al final, es racemosa, arqueado, con flores de tamaño mediano, colgantes mirando hacia abajo.
Los sépalos y los pétalos son membranosos, tienen aproximadamente la misma longitud, pero los sépalos tienen los márgenes laminados, el dorsal esta completamente apoyado en el pedúnculo. Los pétalos son mucho más estrechos que los sépalos, atenuados en la base. El labio, es blanco, con manchas o rayas de color vino, es carnoso, ligeramente más corto que los sépalos, con callos ligulados, terminando en punta afilada de la misma longitud que los lóbulos laterales. La columna es de color verde, muy delgada, curvada, más gruesa en el final, donde hay dos aurículas pequeñas boca abajo. La antera es apical.

## Distribución y hábitat
Es un género monotípico cuya única especie se encuentra en la selva amazónica y en algunos estados del noreste de Brasil.

## Evolución, filogenia y taxonomía
Fue propuesto por Jenny en Austral. Orchid Rev. 64(4): 15, , en el año 1999. La especie tipo es Lueckelia breviloba (Summerh.) Jenny, originalmente fue descrito como Polycycnis breviloba Summerhayes.

### Filogenia
Los estudios preliminares de filogenia parecen confirmar la aceptación de este género, pero son necesarias más pruebas a fin de situarlo entre los géneros relacionados.

### Etimología
El nombre del género es un homenaje a Emil Lückel, taxónomo alemán.

### Sinonimia
- Polycycnis breviloba Summerh., Bull. Misc. Inform. Kew 1929: 9 (1929).
- Brasilocycnis breviloba (Summerh.) G.Gerlach & Whitten, J. Orchideenfr. 6: 188 (1999).[1]